# Scorpions Best
Best è una raccolta della band Hard rock/Heavy metal tedesca Scorpions.
Questa raccolta, da non confondere con l'omonima Best pubblicata sempre dalla EMI nel 1985 al di fuori degli Stati Uniti, copre il periodo classico della band (da Lovedrive del 1979 a Crazy World del 1990, gli album di cui la EMI è titolare dei diritti) ma presenta anche alcune escursioni anni '70 come I'm Going Mad, In Trance e He's a Woman - She's a Man.
Ad impreziosire questa compilation è anche la presenza del brano inedito Love Is Blind.

## Tracce
1. Loving You Sunday Morning - 5:39 (da Lovedrive, 1979)
2. Rock You Like a Hurricane - 4:14 (da Love at First Sting, 1984)
3. Wind of Change - 5:12 (da Crazy World, 1990)
4. Is There Anybody There? - 4:19 (da Lovedrive, 1979)
5. Holiday - 6:24 (da Lovedrive, 1979)
6. Rhythm of Love - 3:50 (da Savage Amusement, 1988)
7. Passion Rules the Game - 3:59  (da Savage Amusement, 1988)
8. Still Loving You - 6:28 (da Love at First Sting, 1984)
9. No One Like You - 3:56  (da Blackout, 1982)
10. Another Piece of Meat (live) - 3:47 (da World Wide Live, 1985)
11. In Trance (live) - 5:27 (da Tokyo Tapes, 1978)
12. I'm Going Mad - 4:52 (da Lonesome Crow, 1972)
13. He's a Woman - She's a Man - 3:15 (da Taken by Force, 1977)
14. Love Is Blind - 3:53 (inedito)
15. Always Somewhere - 4:57 (da Lovedrive, 1979)
16. Make It Real - 3:53 (da Animal Magnetism, 1980)
17. Send Me an Angel - 4:33 (da Crazy World, 1990)